# Save Me 2
Save Me 2 (Hangul: 구해줘 2; RR: Guhaejweo 2), es una serie de televisión surcoreana transmitido del 8 de mayo del 2019 hasta el 27 de junio del 2019 a través de OCN. La serie es la secuela de Save Me transmitida en el 2017 y está basada en la película de animación The Fake (2013) del director y guionista surcoreano Yeon Sang-ho.

## Sinopsis[3]
Con su municipio programado para ser inundado para dar paso a la construcción de una nueva presa, los devotos habitantes de una aldea rural han depositado su fe en Choi Kyung-suk, un anciano de la iglesia que promete reubicar al pueblo.
Kyung-suk les miente a los aldeanos diciéndoles que construirán una nueva iglesia y un nuevo desarrollo de viviendas donde todos podrán vivir juntos después de que la ciudad esté completamente sumergida, también les dice que sólo 144,000 personas podrán ir al cielo y que deberán hacer ofrendas a la iglesia obligatoriamente si quieren asegurar su puesto. Incluso el joven y atractivo reverendo de la ciudad Sung Cheol-woo, que aparenta tener la capacidad de curar a los enfermos aprueba los planes de Kyung-su.
En realidad detrás de su apariencia de devoción Kyung-suk, en realidad es un estafador que se hace pasar por el representante de una religión falsa y cuyo objetivo es el de defraudar a los aldeanos. Sin embargo pronto se encuentra con un gran obstáculo, Kim Min-cheol, un hombre escéptico que accidentalmente descubre evidencias de las pasadas fechorías de Kyung-suk.
Pronto Min-cheol se convierte en el centro de la resistencia contra la institución de la iglesia, mientras busca desenmascarar las mentiras de Kyung-suk.

## Reparto[5]

#### Personajes principales[6]
| Actor         | Personaje                   | N.º de episodios | Notas |
| ------------- | --------------------------- | ---------------- | --- |
| Uhm Tae-goo   | Kim Min-cheol               | 16               | Fue un prometedor atleta de judo en sus días de escuela secundaria, pero, debido a su fuerte sentido de la justicia, entró y salió de la cárcel. Un día, cuando escucha que su ciudad natal Wolchoori está designada como un área para ser hundida decide regresar.                                                                |
| Chun Ho-jin   | Choi Jang-ro Choi Kyung-suk | 16               | Es un estafador que se hace pasar por un importante anciano de la iglesia y que busca robarle todo a los aldeanos del municipio de Wolchoori. Aunque al inicio los residentes no confían en él, cuando les dice que los ayudará a recibir una compensación comienza a hacerlo y pronto decide establecer un grupo religioso falso. |
| Esom          | Kim Young-sun               | 16               | Es la hermana menor de Kim Min-cheol. Estudia enfermería y desea dejar Wolchoori tan pronto como sea posible. Cuando el pastor Sung Cheol-woo se acerca a ella, su hermano regresa a la ciudad y está dispuesto a todo por ponerla a salvo.                                                                                        |
| Kim Young-min | Sung Cheol-woo              | 16               | Es un clérigo con una cara amable, una sonrisa hermosa y voz cautivadora que desea transmitir la fe al pueblo de Wonchuri. |

#### Personajes recurrentes
| Actor          | Personaje        | N.º de episodios | Notas                      |
| -------------- | ---------------- | ---------------- | -------------------------- |
| Im Ha-ryong    | Park Duk-ho      | -                | Es el jefe del pueblo.     |
| Sung Hyuk      | Jung Byung-ryool | -                |                            |
| Jo Jae-yoon    | Shin Pil-goo     | -                | Es el jefe de la policía.  |
| Woo Hyun       | Boon-geo         | -                |                            |
| Oh Yeon-ah     | Jin-sook         | -                |                            |
| Baek Soo-jang  | Soo-dal          | -                | [ 13 ]                     |
| Jeon Ji-hoo    | Choi Ji-woong    | -                |                            |
| Han Sun-hwa    | Go Eun-ah        | -                |                            |
| Jang Won-young | Chil-sung        | -                |                            |
| Kim Soo-jin    | -                | -                | Es la esposa de Chil-sung. |
| Cha Yeob       | Su-ho            | -                |                            |
| Son Bo-seung   | Sung-ho          | -                |                            |

#### Otros personajes
| Actor         | Personaje | N.º de episodios | Notas                                         |
| ------------- | --------- | ---------------- | --------------------------------------------- |
| Lee Joo-shil  | -         | -                | Es la abuela de Sung-ho.                      |
| Seo Young-hwa | -         | -                | Es la madre de Kim Min-cheol y Kim Young-sun. |
| Lee Yoon-hee  | Jefe Yang | -                |                                               |
| Yoon Jong-bin | Hwan-hee  | -                |                                               |
| Kim Mi-hwa    | -         | -                |                                               |
| Shim Dal-gi   | Gwang-mi  | -                |                                               |

#### Apariciones invitadas
| Actor       | Personaje | N.º de episodios | Notas |
| ----------- | --------- | ---------------- | ----- |
| Seo Woo-jin | Seo-joon  | -                |       |

## Episodios
La serie estuvo conformada por 16 episodios, los cuales fueron emitidos todos los miércoles y jueves a las 23:00 horas (zona horaria de Corea (KST)).

### Raitings
Los números en color rojo indican las calificaciones más bajas, mientras que los números en azul indican las calificaciones más altas.
| N.º      | Fecha de emisión    | Participación promedio de audiencia | Participación promedio de audiencia |
| N.º      | Fecha de emisión    | AGB Nielsen                         | AGB Nielsen                         |
| N.º      | Fecha de emisión    | Nacional                            | Seúl                                |
| -------- | ------------------- | ----------------------------------- | ----------------------------------- |
| 1        | 8 de mayo de 2019   | 1.414%                              | 1.924%                              |
| 2        | 9 de mayo de 2019   | 1.395%                              | 1.804%                              |
| 3        | 15 de mayo de 2019  | 1.332%                              | 1.763%                              |
| 4        | 16 de mayo de 2019  | 1.932%                              | 2.274%                              |
| 5        | 22 de mayo de 2019  | 1.672%                              | 2.023%                              |
| 6        | 23 de mayo de 2019  | 1.647%                              | 2.009%                              |
| 7        | 29 de mayo de 2019  | 1.738%                              | 2.122%                              |
| 8        | 30 de mayo de 2019  | 1.934%                              | 2.330%                              |
| 9        | 5 de junio de 2019  | 2.243%                              | 2.621%                              |
| 10       | 6 de junio de 2019  | 1.967%                              | 2.306%                              |
| 11       | 12 de junio de 2019 | 2.234%                              | 2.718%                              |
| 12       | 13 de junio de 2019 | 2.586%                              | 2.916%                              |
| 13       | 19 de junio de 2019 | 2.704%                              | 3.274%                              |
| 14       | 20 de junio de 2019 | 2.881%                              | 3.238%                              |
| 15       | 26 de junio de 2019 | 2.978%                              | 3.370%                              |
| 16       | 27 de junio de 2019 | 3.560%                              | 4.043%                              |
| Promedio | Promedio            | 2.139%                              | 2.546%                              |

## Música
El OST de la serie está conformada por cuatro partes:

### Parte 1
| N.º | Intérprete | Canción           | Letra | Canción | Duración |
| --- | ---------- | ----------------- | ----- | ------- | -------- |
| 1   | Chaboom    | "Believe" (믿어)  | -     | -       | -        |
| 2   | -          | "Believe" (Inst.) | -     | -       | -        |

### Parte 2
| N.º | Intérprete    | Canción           | Letra | Canción | Duración |
| --- | ------------- | ----------------- | ----- | ------- | -------- |
| 1   | Sunwoo Jung-a | "Only He" (오직)  | -     | -       | -        |
| 2   | -             | "Only He" (Inst.) | -     | -       | -        |

### Parte 3
| N.º | Intérprete             | Canción          | Letra | Canción | Duración |
| --- | ---------------------- | ---------------- | ----- | ------- | -------- |
| 1   | Chae Bo-hun (The Vane) | "Savior"         | -     | -       | -        |
| 2   | -                      | "Savior" (Inst.) | -     | -       | -        |

### Parte 4
| N.º | Intérprete      | Canción          | Letra | Canción | Duración |
| --- | --------------- | ---------------- | ----- | ------- | -------- |
| 1   | Shin Jae (신재) | "Belief"         | -     | -       | -        |
| 2   | -               | "Belief" (Inst.) | -     | -       | -        |

## Producción
La serie fue desarrollada por "Studio Dragon" y fue anunciada a finales de enero del 2019.
Fue dirigida por Lee Kwon (이권), quien contó con el escritor Seo Joo-yeon (서주연), mientras que la producción estuvo a cargo de Lee Jae-moon.
La primera lectura del guion fue realizada en febrero del 2019 en Sangam, Seúl, Corea del Sur.
La serie contó con la compañía de producción "Hidden Sequence" y fue distribuida por la OCN.